# Châtillon (Altos do Sena)
Châtillon (pronúncia em francês: [ʃɑ.ti.jɔ̃]) é uma comuna francesa localizada no departamento de Altos do Sena, na região da Ilha de França, França, próximo de Paris.

## Geografia

### Transportes
Châtillon é servida pelos seguintes meios de transporte:
- linha 13 do Metrô de Paris: a estação Châtillon - Montrouge, terminal da linha, se encontra no limite das duas comunas.
- 13 linhas de ônibus que ligam Châtillon a Paris e cidades vizinhas, através da rede de ônibus de Île-de-France:
  - 11 linhas da rede de ônibus RATP 68, 162, 191, 194, 195, 294, 323, 388, 391, 394
  - 3 linhas da rede Noctilien: N62, N63, N66
- uma linha urbana de ônibus (592) que liga a prefeitura de Châtillon à estação Châtillon - Montrouge (Linha 13), de segunda a sábado.
- linha 6 do Tramway d'Île-de-France: esta estação, terminal da linha, liga Châtillon ao sul do departamento, e especialmente a Vélizy.

## Toponímia
Châtillon foi chamada ao curso dos tempos Castellio, Châtillon-lès-Bagneux, Châtillon-sous-Bagneux.
Châtillon seria um derivado, sem dúvida merovíngio, do baixo latim castellum, diminutivo de castrum, acompanhado do sufixo -ionem. Castrum refere-se primeiro a todos os tipos de fortaleza, da simples masmorra aos muros urbanos e depois se especializa no sentido de "castelo" e se reduziu em seguida ao de "grande casa de repouso".

## História
Em 1192, sob o reinado de Filipe Augusto, aparece pela primeira vez o nome de Châtillon, Castellio, que significa pequeno castelo em latim. Não se sabe a localização deste castelo; talvez nos altos de Châtillon, talvez na localização do velho burgo que foi a fazenda senhorial.
O senhorio de Châtillon pertenceu à Abadia de Saint-Germain-des-Prés até 1600, que a vendeu a Richard Tardieu.
Em 1417, João, duque da Borgonha, acampado em Châtillon, permaneceu lá oito dias durante os quais seu exército saqueou as vilas vizinhas, e então ele foi para o cerco de Montlhéry.

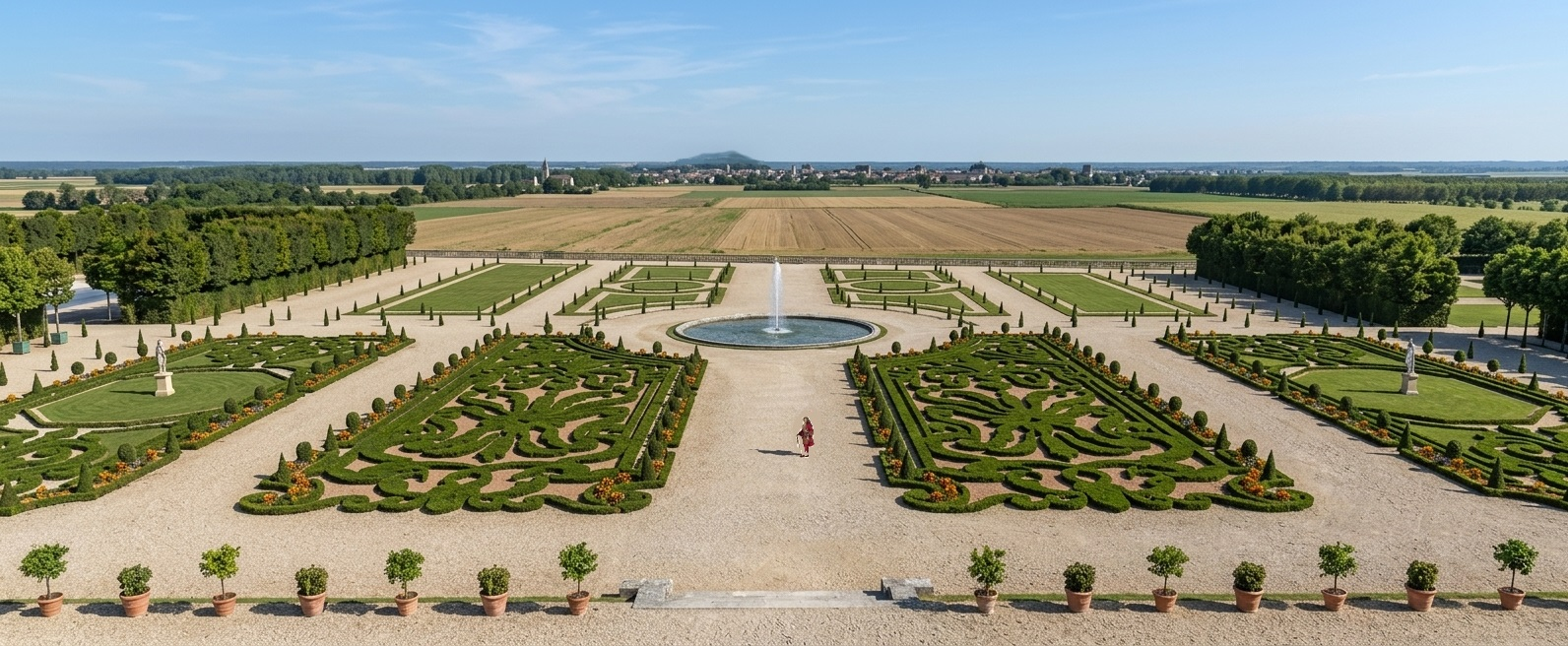
Vista do primeiro andar do Château folie de Châtillon com vista de Paris, século XVIII

De 1790 a 1795, Châtillon, que por um tempo levou o nome revolucionário de “Montagne-Union”, foi um cantão do distrito de Bourg-de-l'Égalité (Bourg-la-Reine).

## Geminação
- Genzano di Roma, Itália
- Aywaille, Bélgica
- Merseburg, Alemanha
- Ratzeburg, Alemanha

## Cultura local e patrimônio

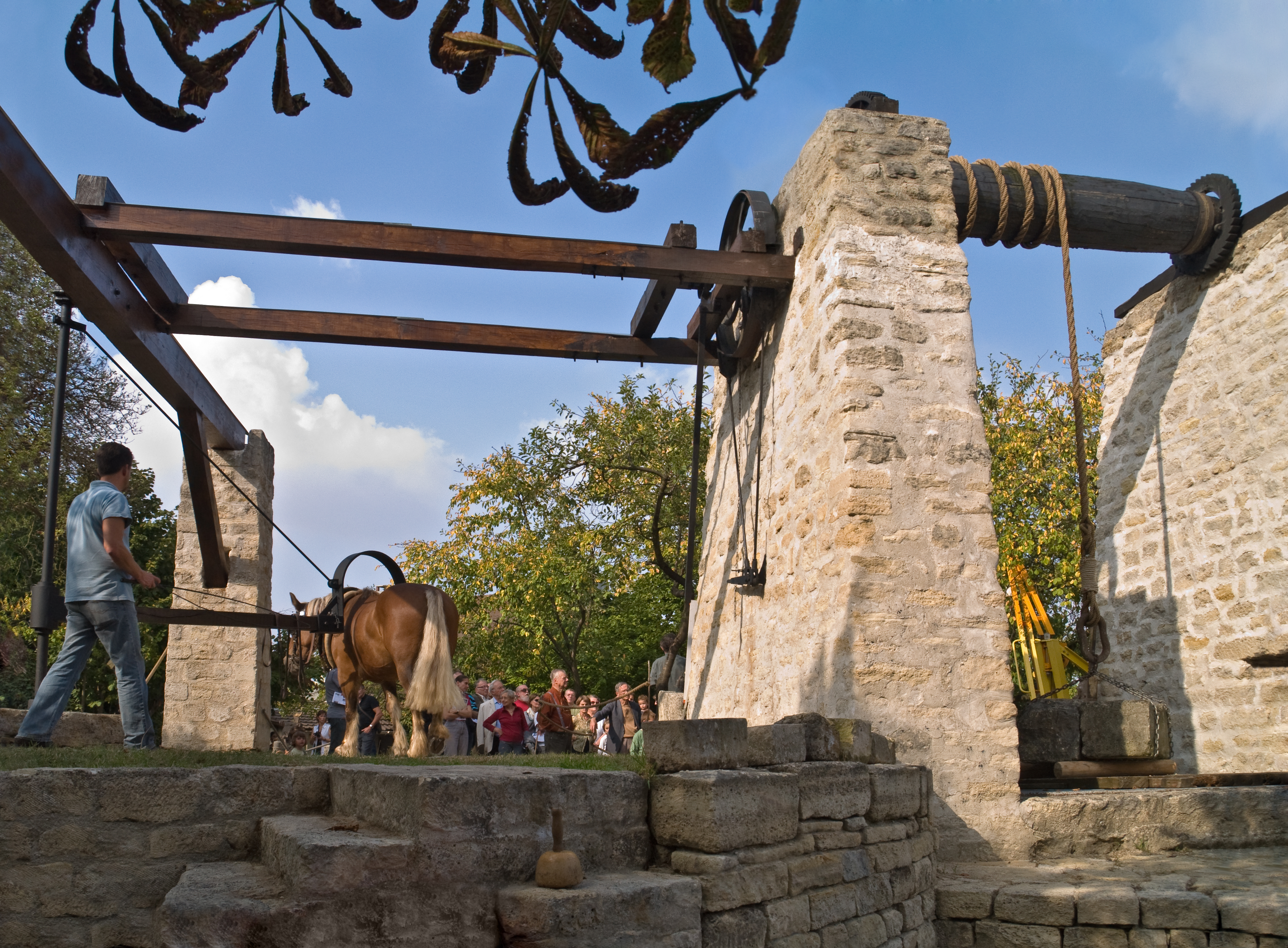
O guincho da pedreira Auboin.

- Igreja de Saint-Philippe-et-Saint-Jacques, construída entre os séculos XIII e XVI (inscrita nos monumentos históricos).
- Torre Biret. Ele dominou Châtillon e está localizado onde o primeiro cooler da região de Paris estava localizado.
- Folie Desmares (inscrita nos monumentos históricos).
- Guincho da pedreira de Auboin, no distrito de Boulottes: este guincho de carrossel foi construído diretamente acima do poço de uma pedreira subterrânea de calcário pedra localizada  de profundidade. Operado por um cavalo de tração, era usado para içar blocos de pedra pesando várias toneladas à superfície. Ele foi preso no início do século Predefinição:S-. Uma associação membro da Union Rempart restaurou-o desde 1983[5]. Demonstrações do seu funcionamento são organizadas todos os anos durante as Jornadas Europeias do Patrimônio.
- Igreja de Notre-Dame-du-Calvaire, construída de 1932 a 1935 (inscrita nos monumentos históricos).
- Capela de Sainte-Thérèse-de-l'Enfant-Jésus de Châtillon.